# Erynniola
Erynniola är ett släkte av tvåvingar. Erynniola ingår i familjen parasitflugor.
Kladogram enligt Catalogue of Life:
| Erynniola | \| \| Erynniola atricolor \| \| \| \| \| \| Erynniola russipes \| \| \| \| |
|           | \| \| Erynniola atricolor \| \| \| \| \| \| Erynniola russipes \| \| \| \| |
|           | Erynniola atricolor                                                        |
|           |                                                                            |
|           | Erynniola russipes                                                         |
|           |                                                                            |